# Magyar matematikusok listája

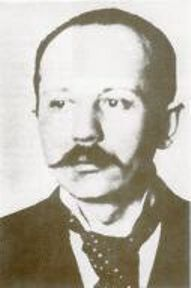
Arany Dániel

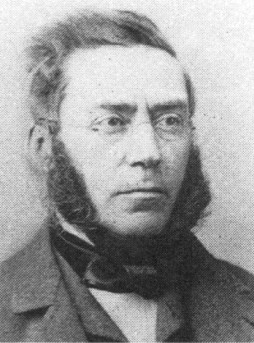
Arenstein József

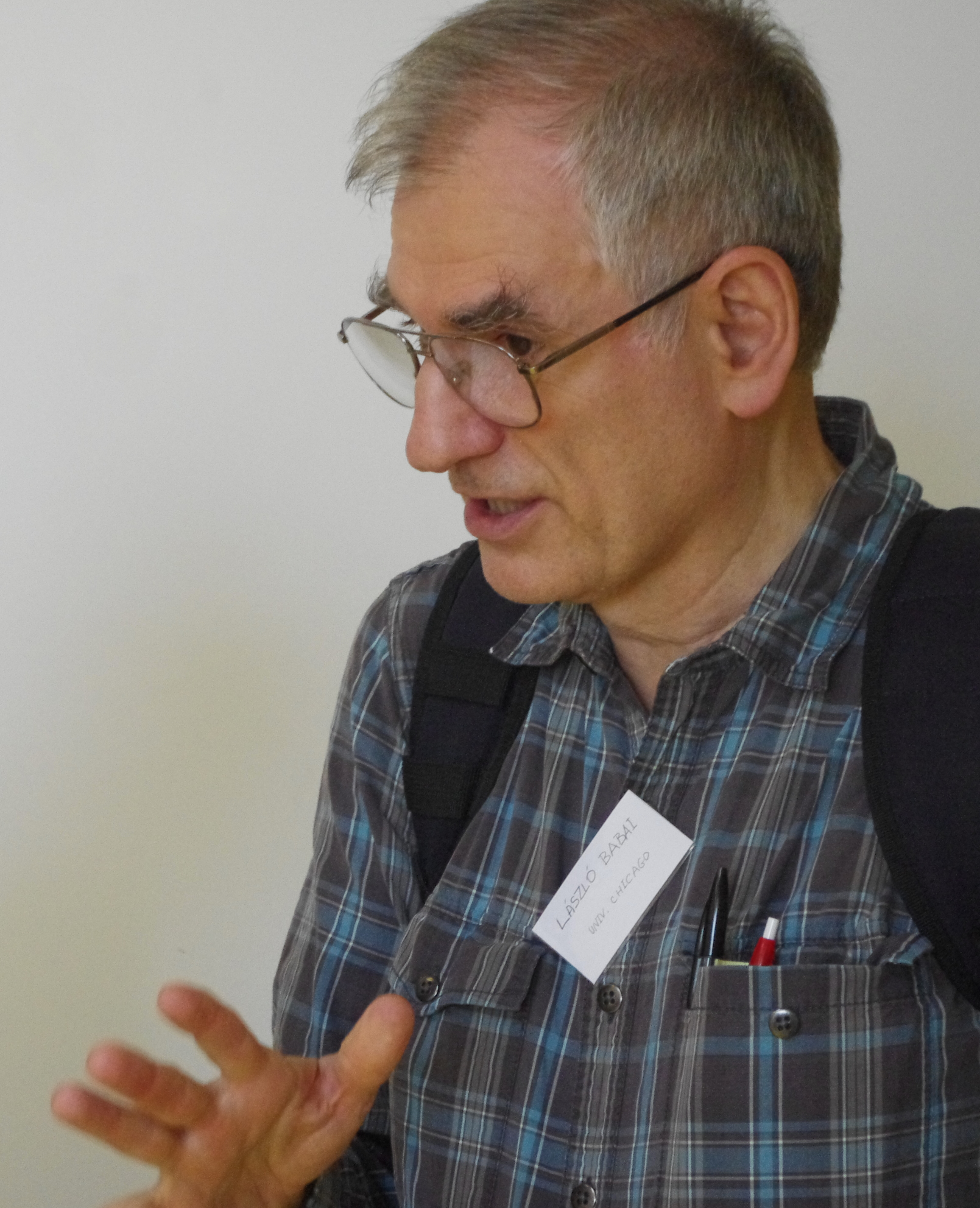
Babai László

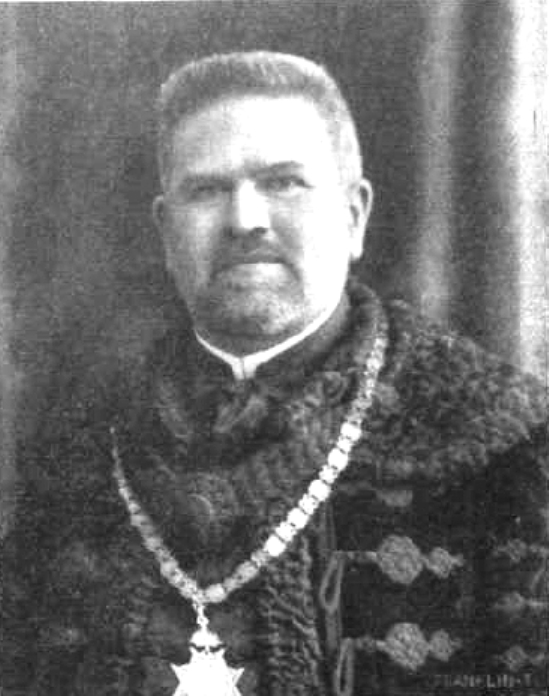
Beke Manó

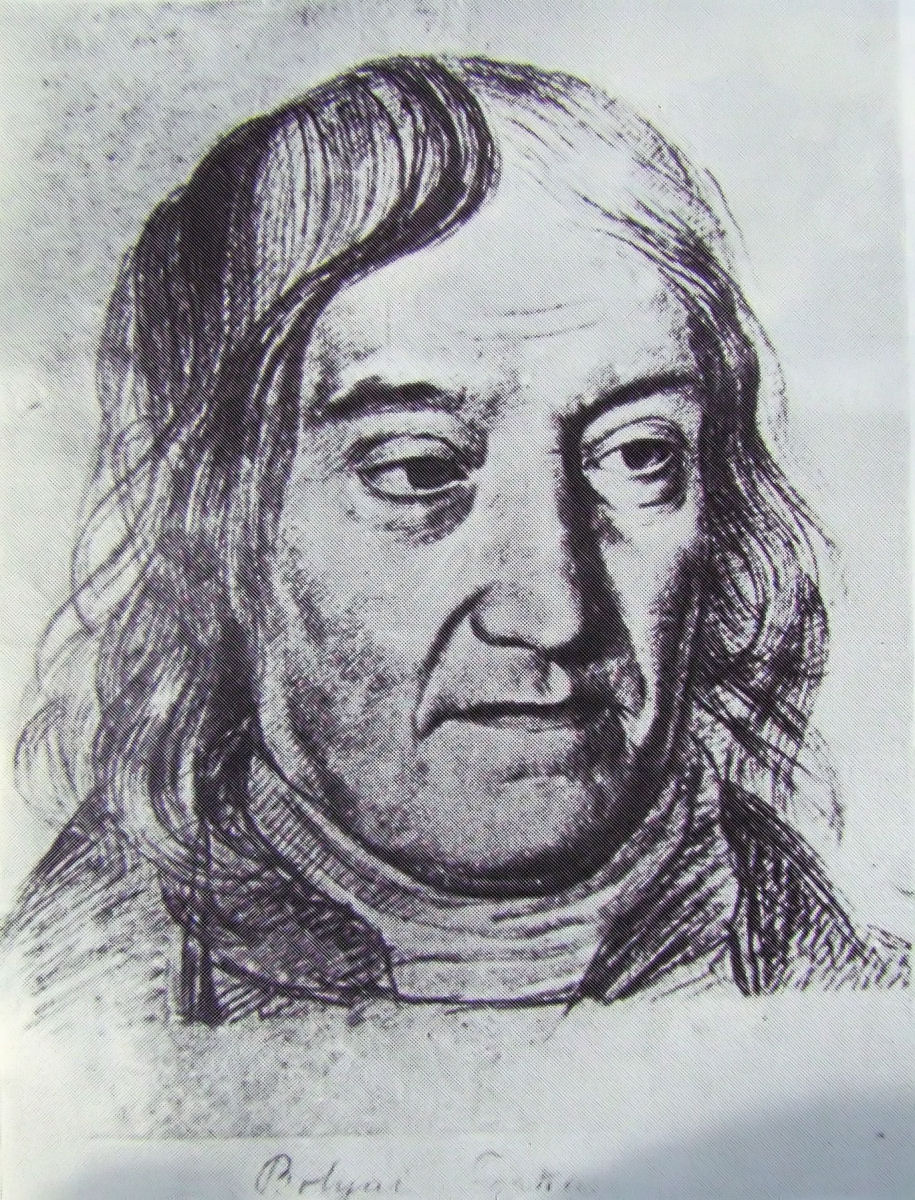
Bolyai Farkas

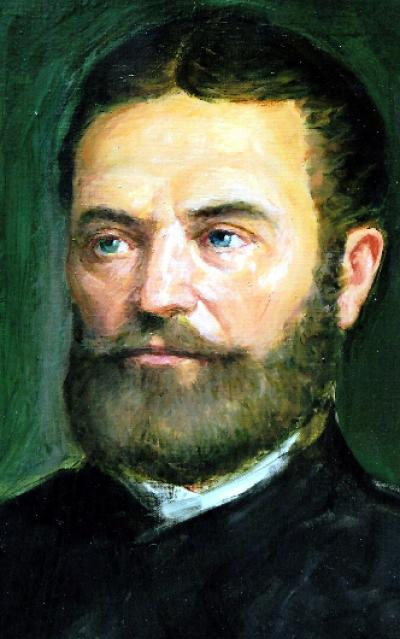
Bolyai János

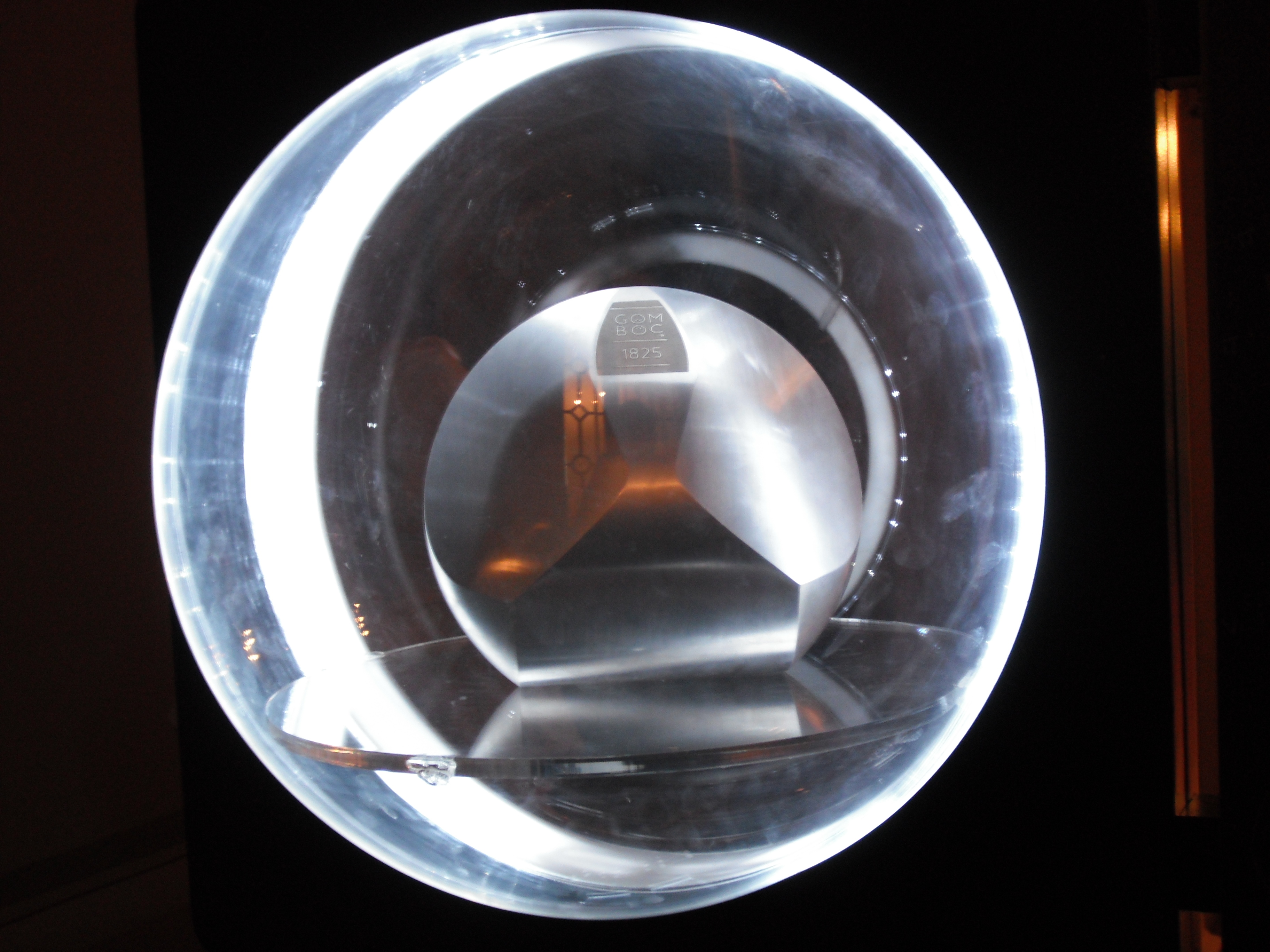
Domokos Gábor gömböce

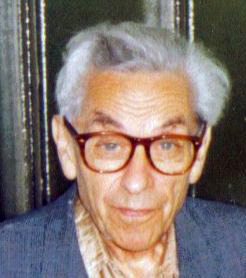
Erdős Pál

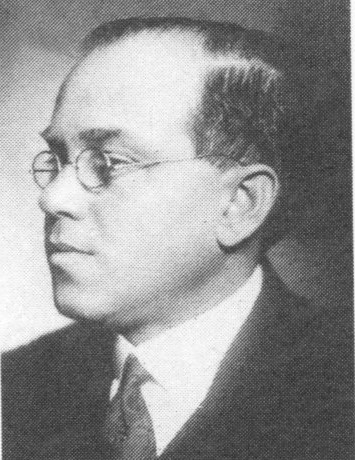
Fejér Lipót

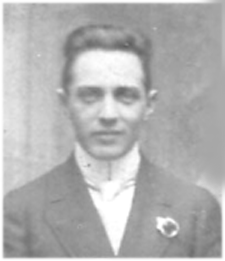
Haar Alfréd

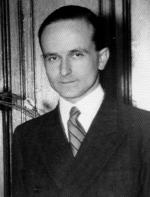
Hajós György

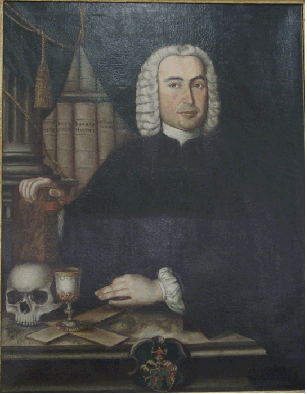
Hatvani István

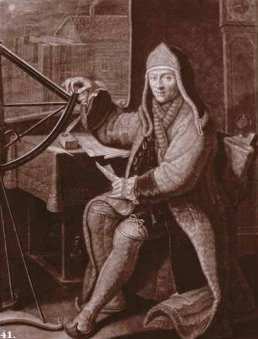
Hell Miksa

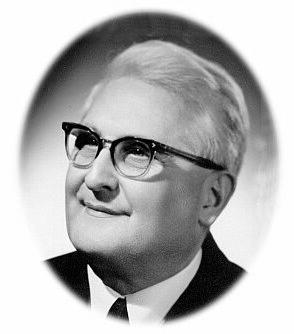
Kalmár László

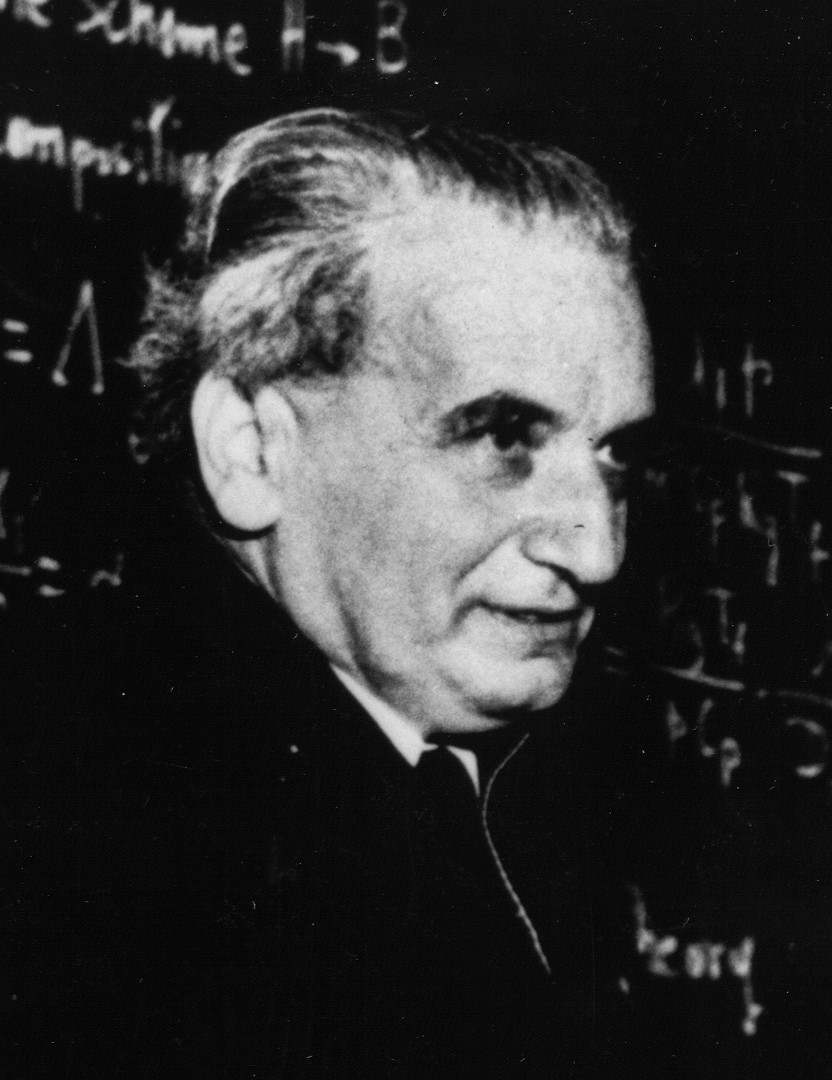
Kármán Tódor

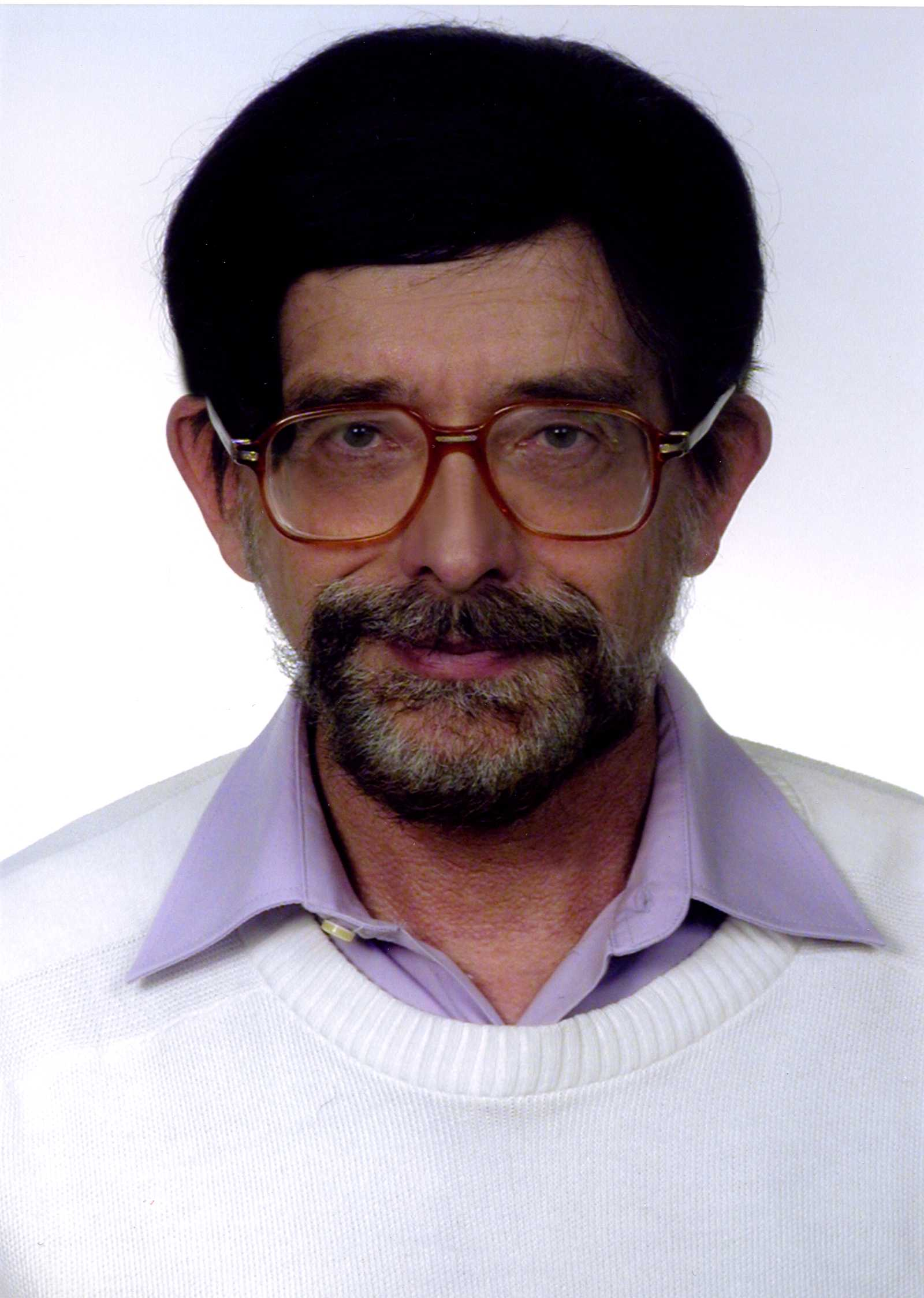
Katona Gyula

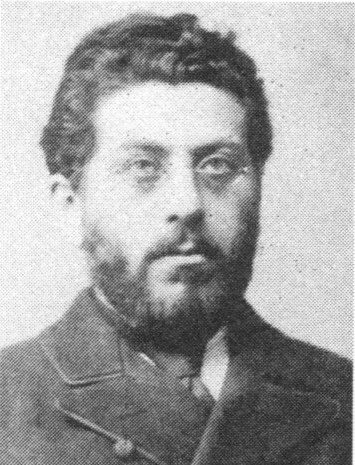
Kőnig Gyula

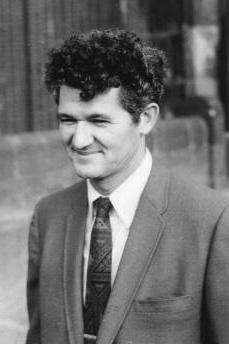
Lax Péter

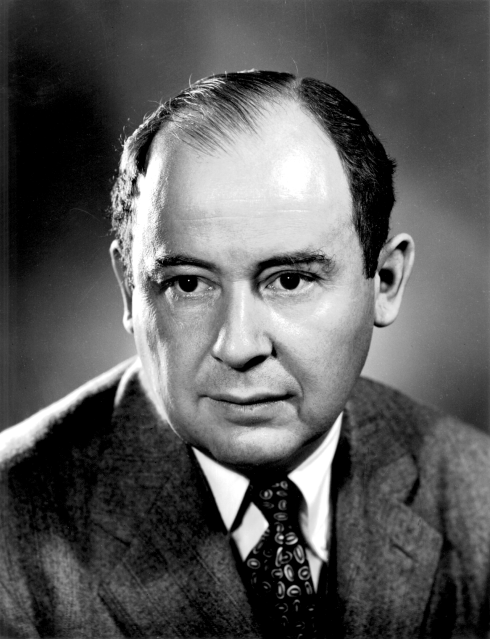
Neumann János

Híres magyar matematikusok:
| Ábécé szerinti tartalomjegyzék                                                                           |
| --- |
| A, Á B C Cs D Dz Dzs E, É F G Gy H I, Í J K L Ly M N Ny O, Ó Ö, Ő P Q R S Sz T Ty U, Ú Ü, Ű V W X Y Z Zs |

## A, Á
- Ábel Károly
- Aczél János
- Ajtai Miklós
- Alexits György
- Andrásfai Béla
- Andréka Hajnal
- Antal Márk
- Arany Dániel
- Arató Mátyás
- Arató Miklós
- Arenstein József

## B
- Babai László, Erdős Pál-díjas
- Babcsányi István
- Bacsi Zsuzsanna
- Balla Katalin
- Bakos Tibor
- Balas Egon
- Balog Antal
- Balogh Zoltán Tibor
- Baran Sándor
- Baranyai Zsolt
- Bárány Imre, Erdős Pál-díjas
- Bauer Mihály
- Bayer Fluckiger Éva
- Beck József , Erdős Pál-díjas
- Bege Antal
- Bein Károly
- Beke Manó
- Benczúr András
- Benczúr András
- Benczúr Péter
- Benkő Samu, matematikatörténész

- Bereznai Gyula
- Bernáth Attila
- Bezdek András
- Bezdek Károly
- Bíró Miklós
- Bitay László, matematikatörténész
- Boér Lászlóné
- Bogyó Samu
- Bollobás Béla
- Bolyai Farkas
- Bolyai János
- Bóna Miklós
- Borbély Samu, erdélyi
- Boros Endre
- Raoul Bott
- Bozóki Sándor
- Böröczky Károly
- Böröczky Károly

## C
- Clausenburger Mihály
- Collatinus Kristóf

## Cs
- Csáji Balázs Csanád
- Csákány Béla
- Csáki Endre
- Csáky Imre
- Csányi Dániel
- Császár Ákos
- Csendes Tibor
- Cseresnyés Sámuel
- Csernák László
- Csirik János
- Csirmaz László
- Csiszár Imre
- Csörgő Miklós
- Csörgő Sándor, Erdős Pál-díjas
- Csörnyei Marianna

## D
- Daróczy Zoltán, Erdős Pál-díjas
- Dávid Lajos, matematikatörténész
- Demetrovics János
- Dezső Gábor
- Dienes Pál
- Domokos Gábor
- Domokos Mátyás
- Dósa György
- Dugonics András

## E, É
- Egerváry Jenő
- Elekes György
- Elekes Márton
- Eperjesi János
- Erdős Pál

## F
- Fábián Csaba
- Farkas Gyula
- Farkas Miklós
- Farkas Miklós
- Fáry István
- Fazekas István
- Fejér Lipót
- Fejes Tóth Gábor
- Fejes Tóth László (Fejes László)
- Fekete Mihály
- Fellegi Péter Iván
- Ferencz Anna
- Ferenczi Miklós
- Fiala Tibor
- Filep László, matematikatörténész
- Fodor Géza
- Fodor János
- Forgó Ferenc
- Frank András
- Frankl Péter
- Freud Géza
- Freud Róbert
- Fridli Sándor
- Fried Ervin
- Friedler Ferenc
- Fritz József
- Fuchs László
- Füredi Zoltán

## G
- Gács Péter
- Galambos János
- Galántai Aurél
- Gallai Tibor
- Garay Barna
- Gáspár Zsolt
- Gát György
- Gécseg Ferenc
- Gegesy Ferenc
- Geőcze Zoárd
- Gerencsér László
- Gergely Jenő
- Grätzer György
- Grolmusz Vince
- Grossmann Marcell
- Grünwald Géza

## Gy
- Gyárfás András
- Györfi László
- Győri Ervin
- Győri István
- Győry Kálmán

## H
- Haar Alfréd
- Hadaly Károly
- Hajdú András
- Hajdu Sándor
- Hajnal András
- Hajnal Imre
- Hajós György
- Halász Gábor, Erdős Pál-díjas
- Halmos Pál
- Harcos Gergely
- Harkányi Béla
- Harnos Zsolt
- Hartung Ferenc
- Hatvani István
- Hatvani László
- Hatvany Béla Csaba
- Hell Miksa
- Heppes Aladár
- Hetyei Gábor
- Hoffer János
- Holenda Barnabás
- Horváth János
- Horváth Zoltán
- Huhn András
- Hujter Mihály
- Hunyady Jenő

## I, Í
- Illés Tibor
- Izsák Imre

## J
- Jánossy Lajos
- Járai Antal
- Jelasity Márk
- Jordán Károly
- Juhász István, Erdős Pál-díjas

## K
- Kacsuk Péter
- Kádár István
- Kálmán Rudolf Emil
- Kalmár László
- Kármán Tódor
- Kas Péter
- Kátai Imre
- Katona Gyula
- Kassay Gábor
- Kelle Péter
- Kemény János
- Kérchy László
- Kerekes Ferenc
- Kerékjártó Béla
- Kéri Borgia Ferenc
- Kéri Gerzson
- Kersner Róbert
- Kertész Andor
- Kiefer Ferenc
- Király Tamás
- Kis Tamás
- Kiss Árpád
- Kiss Elemér, matematikatörténész
- Kiss Emil
- Kiss László
- Klafszky Emil
- Klepp Ferenc
- Klug Lipót
- Kmeth Dániel
- Kollár János
- Kolumbán József, erdélyi
- Komjáth Péter, Erdős Pál-díjas
- Komlós János
- Kondor Gusztáv
- Korányi Ádám
- Kornai András
- Kós Géza
- Kósa András
- Kovács Gergely
- Kovács Kálmán
- Kovács László Béla
- Kovács Margit
- Kovács Sándor
- Kőnig Dénes
- Kőnig Gyula
- Körmendy Ágoston
- Körner János
- Kőváry Károly
- Krisztin Tibor
- Kroó András
- Kruspér István
- Kurusa Árpád
- Kürschák József

## L
- Laczkovich Miklós, Erdős Pál-díjas
- Lakatos Imre
- Lánczos Kornél
- Lax Péter, Wolf-díjas
- Leindler László
- Lempert László
- Lendvai Ernő
- Lipsicz Mihály
- Liptai Kálmán Csaba
- Lisziewicz Antal
- Lovász László, Erdős Pál-díjas
- Lutter Nándor

## M
- Madarassy János
- Major Péter
- Makai Endre
- Makkai Mihály
- Makó Pál
- Maksa Gyula
- Márki László
- Maróthi György
- Martin Lajos
- Marton Katalin (1941–2019)
- Maros István
- Maurer I. Gyula, erdélyi matematikus
- Mayer János
- Medgyessy Pál
- Merza József
- Mérő László
- Michaletzky György
- Mikoviny Sámuel
- Mitterpacher József
- Mösch Lukács

## N
- Nagy Attila
- Nagy Béla
- Nagy Benedek
- Nagy Károly
- Nékám Sándor
- Németh Sándor
- Némethi András
- Némethy Katalin
- Németi István
- Neumann János
- Neumann Mária, matematikatörténész

## Ny
- Nyiry István

## O, Ó
- Obádovics J. Gyula
- Olosz Ferenc
- Ottlik Géza

## P
- Pach János
- Pál Lénárd
- Páles Zsolt
- Pálfy Péter Pál, Erdős Pál-díjas
- Pap Gyula
- Pap Gyula
- Péter Rózsa
- Pethő Attila
- Petruska György
- Petzval József
- Petzval Ottó
- Pintér János
- Pintz János, Erdős Pál-díjas
- Pólya György
- Pósa Lajos
- Prékopa András
- Prill Mária
- Pyber László

## R
- Radeleczki Sándor
- Rados Gusztáv
- Radó Ferenc
- Radó Tibor
- Rapcsák András
- Rapcsák Tamás
- Rásonyi Miklós
- Rausch Ferenc
- Recski András
- Rédei László
- Reiman István
- Reményi Sándor
- Rényi Alfréd
- Réthy Mór
- Révész Pál
- Riesz Frigyes
- Riesz Marcell
- Rónyai Lajos
- Röst Gergely
- Ruzsa Z. Imre, Erdős Pál-díjas

## S
- Sain Márton, matematikatörténész
- Sajnovics János
- Sándor József
- Sárközy András, Erdős Pál-díjas
- Schipp Ferenc
- Schlesinger Lajos
- Schmidt Ágoston
- Schmidt Tamás
- Sebestyén Zoltán
- Sebő András
- Segner János András
- Seress Ákos
- Simányi Nándor
- Simon László
- Simon Péter
- Simonovits András
- Simonovits Miklós
- Simonyi Gábor
- Sipos Pál
- Sólyi Antal
- Solymosi József
- T. Sós Vera
- Soukup Lajos
- Stachó László
- Steinfeld Ottó
- Stipsicz András
- Strommer Gyula
- Surányi János
- Surányi László
- Suták József

## Sz
- Szabados József
- Szabó Péter
- Szabó Péter Gábor
- Szabó Zoltán (1948)
- Szabó Zoltán (1965)
- Szántai Tamás
- Szász Domokos
- Szász Gábor
- Szász Károly
- Szász Ottó
- Szász Pál
- Szegedy Márió
- Szegő Gábor
- Szeidl László
- Szekeres Eszter (Klein Eszter)
- Szekeres György
- Szele Tibor
- Szemerédi Endre, Erdős Pál-díjas
- Szénássy Barna, matematikatörténész
- B. Szendrei Mária
- Szenes András
- Szenkovits Ferenc
- Szentmártony (Stachó) Tibor
- Szidarovszky Ferenc
- Szidon Simon
- Szilassi Lajos
- Szőkefalvi-Nagy Béla
- Szőkefalvi Nagy Gyula
- Szőnyi Tamás, Erdős Pál-díjas
- Szűcs András

## T
- T. Tóth Sándor, matematikatörténész
- Takács Lajos
- Tallos Péter
- Tamássy Lajos
- Tandori Károly
- Tardos Éva
- Tardos Gábor, Erdős Pál-díjas
- Tarnai Tibor
- Temesi József
- Terlaky Tamás
- Tolvay Ferenc
- Tóth Bálint
- Tóth Imre, matematikatörténész
- Tóth János
- Totik Vilmos
- Tötössy Béla
- Turán Pál
- Tusnády Gábor, Erdős Pál-díjas
- Tuza Zsolt

## U, Ú
- Urbán János

## V
- Vállas Antal
- Vályi Gyula
- Varecza Árpád
- Varecza László
- Varga Csaba
- Varga Ottó
- Varga Tamás
- Vargha András
- Vasy András
- Vekerdi László, matematikatörténész
- Veress Pál
- Vértesi Péter
- Vész János Ármin
- Vesztergombi Katalin
- Vetier András
- Vincze István
- Virág Imre, erdélyi
- Vizvári Béla

## W
- Wald Ábrahám
- Weninger Vince
- Weszely Tibor, matematikatörténész
- Wiegandt Richárd
- Wodetzky József

## Z
- Znám István

## Zs
- Zsidó László